# 1893
Năm 1893 (MDCCCXCIII) là một năm thường bắt đầu vào Chủ nhật (liên kết sẽ hiển thị đầy đủ lịch) trong Lịch Gregory (hoặc một năm thường bắt đầu vào Thứ sáu trong Lịch Julius chậm hơn 12 ngày).

## Sự kiện
- Whitcomb L. Judson phát minh ra Phéc-mơ-tuya (khoá kéo hay Zipper).

## Sinh
- 4 tháng 5 – Nguyễn Thị Trù, người cao tuổi nhất thế giới (m. 2016).
- 29 tháng 6 – Eduard Čech, nhà toán học Tiệp Khắc (m. 1960).
- 1 tháng 10 – Diệp Vấn, võ sư Vịnh Xuân quyền (m. 1972).
- 26 tháng 12 – Mao Trạch Đông, chủ tịch cộng hòa Nhân dân Trung Hoa (m. 1976).

### Không rõ ngày
- Michail Vosipavič Stakun, chủ tịch Byelorussia Xô viết (m. 1943).

## Mất
- 14 tháng 7 – Nguyễn Phúc Miên Kháp, tước phong Tuy An Quận công, hoàng tử con vua Minh Mạng (s. 1828).
- 27 tháng 11 – Nguyễn Phúc Hòa Thục, phong hiệu Vĩnh An Công chúa, công chúa con vua Minh Mạng (s. 1818).
- 30 tháng 11 – Nguyễn Phúc Miên Uyển, tước phong Quảng Hóa Quận công, hoàng tử con vua Minh Mạng (s. 1833).